# 中井智彦
中井 智彦（なかい ともひこ、1983年9月2日- ）は日本のミュージカル俳優・歌手である。神奈川県出身。劇団四季の元劇団員。upcoming所属。

## 人物
四季芸術センター近くの産婦人科で生まれる。
高校時代にはロックバンドを結成し、GLAYやX JAPANの歌を歌っていたが、高音が高すぎて喉を壊してしまう。これをきっかけに音楽を勉強し直そうと考え、東京芸術大学へ進学。卒業時、同声会賞を受賞。
2007年『レ・ミゼラブル』でデビュー。23歳で司教役を射止める。スポーツはバスケットボール、特技はピアノ弾き語り。鉄道好きでファンクラブにも「ブルートレイン なかい号」と命名。
2009年、劇団四季のオーディションに合格。初舞台は『オペラ座の怪人』ラウル・シャニュイ子爵役である。このミュージカルはブロードウェイで初めて見た作品であり、初舞台を踏む作品にもなった。『美女と野獣』の野獣役は3年間努め、劇団四季の看板俳優となる。
29歳のとき、劇団四季の図書館で『中原中也全集』を偶然手にし、中也の生き方や芸術論に感銘を受ける。詩を初めて読んだときから、歌が聞こえ、頭にメロディーが流れたという。リアルな人間・中原中也の生き様を表現するべく、詩に曲をつける創作活動を始める。2016年自身による企画・演出・作曲による独り芝居『詩人・中原中也の世界〜在りし日の歌〜』CD付きBOOK 『詩人・中原中也の世界在りし日の歌』を発表。2017年に中也の故郷である山口市で開催された「山口きずな音楽祭」に出演。同年、中原中也生誕110周年・没後80年を記念し、終の住処となった神奈川県鎌倉市でも公演を行った。以降、山口市湯田温泉でのコンサート活動もライフワークとして続けている。近年では舞台・音楽活動の傍ら、J-WAVEやTOKYO FMの舞台演劇を中心としたラジオ番組のパーソナリティとしても活動の場を広げている。

## 主な出演

### 舞台

#### 劇団四季所属前
- レ・ミゼラブル（2007年・2009年）[1]
- ファントム（2008年）[1]
- ルドルフ　(2008年)
- キャンディード（2010年）[1]

#### 劇団四季
- オペラ座の怪人 - ラウル・シャニュイ子爵 役
- 美女と野獣 - 野獣 役
- アスペクツ・オブ・ラブ - アレックス・ディリンガム  役

#### 劇団四季退団後
2016年
- ミュージカル『バイオハザード 〜ヴォイス・オブ・ガイア〜』（9月 - 11月）

2017年
- 浅利慶太プロデュース『オンディーヌ』（3月） - マトー/漁師 役
- ミュージカル『魔女の宅急便』（6月 ・8月 - 9月） - オキノ役
- ミュージカル『ひめゆり』（7月） - 檜山上等兵 役

2018年
- 朗読ミュージカル『カラフル』（2月） - 満 役
- ミュージカル『A CLASS ACT』（3月） - レーマン・エンジェル 役
- ミュージカル『KNIGHTS’TALE ナイツ・テイル-騎士物語-』（7月 - 10月） - ピリソス 役

2019年
- ミュージカル『レ・ミゼラブル』 - コンブフェール 役
- ミュージカル『おでかけ姫』（9月） - ピート 役

2020年
- CHESS THE MUSICAL（1月 - 2月） - ヴィーガンド 役 他
- ミュージカル『ビリー・エリオット〜リトル・ダンサー〜』（9月 - 11月） - トニー 役
- ミュージカル『グッド・イブニング・スクール』（12月） - 鈴木源 役

2021年
- 劇団TipTapミュージカル『Play a Life』（1月） - 夫役
- ミュージカル『メリリー・ウィー・ロール・アロング』（5月 - 6月） - バンカー役
- ミュージカル『KNIGHTS’TALE ナイツ・テイル-騎士物語-』（9月 - 11月） - ピリソス役

2022年
- ミュージカル『スワンキング』（6月 - 7月） - プフォルテン役
- ミュージカル『ピアニスト』（8月 - 9月） - 主演

2023年
- ミュージカル『ジェーン・エア』（3月 - 4月）
- ムーラン・ルージュ！ザ・ミュージカル（6月 - 8月） - サンティアゴ 役
- 劇団TipTapミュージカル『High Fidelity』（10月） - イアン 役

2024年
- ムーラン・ルージュ！ザ・ミュージカル（6月 - 9月） - サンティアゴ 役

2025年
- ミュージカル『ミセン』（1月 - 2月） - パク・ジョンシク課長 役
- 音楽劇『生きるということ 〜The Meaning of Life〜』（4月）
- ミュージカル『WOZの魔法使いIII ピーナッツ　ランドと3つの真珠』(4月)
- ミュージカル『Play a Life 10周年記念公演』（5月）
- ミュージカル『ナイツ・テイル-騎士物語-』ARENA LIVE（8月〈予定〉）

### コンサート（主に自主企画ライブ/ワンマンライブ）
- 中井智彦 Premium Show vol.1（2016年7月）[26]
- サラ・ブライトマン ジャパン・ツアー （2016） - バッキングコーラスとして参加
- 中井智彦弾き語り「歌宴（うたうたげ）2016」-私の歌を聴いてくれてありがとう-（2016年）
- 中井智彦ミュージカルコンサート（2017年 - ）
  - I Live Musical! （2017年4月）[27]
  - I Live Musical! II（2017年11月）[28]
  - I Live Musical! 3（2018年5月）[29]
  - I Live Musical! 4（2018年11月）[29]
  - I Live Musical! 5（2020年5月）[30]※新型コロナの影響により中止、2021年2月に振替
  - I Live Musical! 5（2021年2月）[31]
  - 2023 -歌物語- （2023年）[32]
- ミューザ川崎「ホールアドバイザー秋山和慶&佐山雅弘企画 オーケストラで楽しむ映画音楽Ⅸ」（2018年4月）
- 中井智彦uta friend 2019 （2019年）
- 中井智彦LIVE 2019 Singer Song Actor（2019年11月）[33]
- 中井智彦Concept Live「ウタツムギ-愛がカタチになったなら-」（2021年7月）
- 中井智彦Live Tour 2022「Singer Song Actor」 （2022年）※デビュー15周年アニバーサリーツアー
- トーク&ライブ-uta friends!-（2022年）[34]
- 今井俊輔&中井智彦 Billboard Live 2024 - Crossover - （2024年1月）
- 中井智彦 トーク&ライブ 2024「歌宴」（2024年9月）[35]
- 中井智彦 Concept LIVE 2024「Railway Story」（2024年11月）[35]

### 脚本・創作舞台
- 『詩人・中原中也の世界〜在りし日の歌〜』(2016年7月初演）
- オリジナルミュージカル『ワタシノコト』(2022年11月初演）
- 音楽劇『生きるということ〜中村哲医師が示した真心〜』(2025年4月初演）

### ネット配信
- 中井智彦ONLINE LIVE Singer Song Actor（2020年、ツイキャス）
  - vol.1（6月）※初の無観客有料配信ライブ[36]
  - vol.2（7月）[37]

### テレビ
- THEカラオケ★バトル（2016年 - 2017年、テレビ東京系）
- ものまねグランプリ（2017年9月、日本テレビ） - 劇団四季で野獣役を演じてきた俳優として「美女と野獣」を歌唱
- FNS歌謡祭 第1夜（2018年12月、フジテレビ）
- 学べるミュージカる（2019年1月、フジテレビ）
- MUSIC FAIR（2019年4月・2021年8月、フジテレビ）
- FNS歌の夏まつり（2019年7月、フジテレビ）
- 関内デビル（テレビ神奈川）
- 青春音楽バラエティ 吉井さん オヤジの音楽狩り（テレビ神奈川）
- 名曲アルバム（2020年1月、NHK総合 他）
- オールスター合唱バトル（2024年7月、12月・2025年6月、フジテレビ）[38]

### ラジオ
- STAGE PIA WE/LIVE/MUSICAL（2019年5月 - 2021年6月、J-WAVE） - ナビゲーター[39]
- CITY CHILL CLUB（2021年6月、TBSラジオ） - ミュージックセレクター
- Welcome To The Theater Radio!（2021年10月 - 、TOKYO FM） - パーソナリティ

## ディスコグラフィ

### ライブ録音CD
| 2017年4月8日ヤマハエレクトーンシティ渋谷にて開催された中井智彦コンサート「I Live Musical!」公演のライブ録音CD |                                              |      |            |
| # | タイトル                                     | 作詞 | 作曲・編曲 |
| 1. | 「星よ」(『レ・ミゼラブル』より)             |      |            |
| 2. | 「All I Ask of You」(『オペラ座の怪人』より) |      |            |
| 3. | 「愛せぬならば」(『美女と野獣』より)         |      |            |

| 2017年11月11日ヤマハ銀座スタジオにて開催された中井智彦コンサート「I Live Musical!Ⅱ」公演のライブ録音CD |                                                        |      |            |
| # | タイトル                                               | 作詞 | 作曲・編曲 |
| 1. | 「ひそかな夢」(『美女と野獣』より)                     |      |            |
| 2. | 「メモリー」(『キャッツ』より)                         |      |            |
| 3. | 「ありのままの私」(『ラ・カージュ・オ・フォール』より) |      |            |

| 2018年5月11日ヤマハ銀座スタジオにて開催された中井智彦コンサート「I Live Musical! 3」公演のライブ録音CD |                                                |      |            |
| # | タイトル                                       | 作詞 | 作曲・編曲 |
| 1. | 「ラ・マンチャの男」(『ラ・マンチャの男』より) |      |            |
| 2. | 「Someday」(『ノートルダムの鐘』より)          |      |            |
| 3. | 「見果てぬ夢」(『ラ・マンチャの男』より)       |      |            |

| 2018年11月に東京・大阪にて開催された中井智彦コンサート「I Live Musical4」公演のライブ録音CD |                                                                      |      |            |
| #                                                                                           | タイトル                                                             | 作詞 | 作曲・編曲 |
| 1.                                                                                          | 「LOVE CHANGES EVERYTHING（01 - 04」(『アスペクツ・オブ・ラブ』より) |      |            |
| 2.                                                                                          | 「CHANSON D'ENFANCE ※ショートPianoインスト」                         |      |            |
| 3.                                                                                          | 「THE FIRST MAN YOU REMEMBER」                                       |      |            |
| 4.                                                                                          | 「ANYTHING BUT LONELY」                                              |      |            |
| 5.                                                                                          | 「I GOT RHYTHM」(『クレイジー・フォー・ユー』より)                   |      |            |
| 6.                                                                                          | 「魅惑の宵」(『南太平洋』より)                                       |      |            |
| 7.                                                                                          | 「ありのままの私」(『ラ・カージュ・オ・フォール』より)               |      |            |

### アルバム
| 西村智彦のサウンドプロデュースによる1stアルバム。 |                              |      |            |
| #                                                 | タイトル                     | 作詞 | 作曲・編曲 |
| 1.                                                | 「慕情」                     |      |            |
| 2.                                                | 「百万本のバラ」             |      |            |
| 3.                                                | 「エーゲ海の真珠」           |      |            |
| 4.                                                | 「好きにならずにいられない」 |      |            |
| 5.                                                | 「アヴェマリア」             |      |            |
| 6.                                                | 「空に星があるように」       |      |            |
| 7.                                                | 「追憶」                     |      |            |
| 8.                                                | 「君の瞳に恋してる」         |      |            |
| 9.                                                | 「恋の終わり」               |      |            |
| 10.                                               | 「さよならをもう一度」       |      |            |

| 初のミュージカルアルバム。 |                                                        |      |            |
| #                          | タイトル                                               | 作詞 | 作曲・編曲 |
| 1.                         | 「シング・シング・シング」(『スウィング!』)            |      |            |
| 2.                         | 「時が来た」(『ジキルとハイド』)                       |      |            |
| 3.                         | 「ミュージック・オブ・ザ・ナイト」(『オペラ座の怪人』) |      |            |
| 4.                         | 「星よ」(『レ・ミゼラブル』)                           |      |            |
| 5.                         | 「エーデルワイス」(『サウンド・オブ・ミュージック』)   |      |            |
| 6.                         | 「愛せぬならば」(『美女と野獣』)                       |      |            |
| 7.                         | 「Your Song」(『Moulin Rouge!』)                       |      |            |
| 8.                         | 「Anthem」(『CHESS』)                                  |      |            |
| 9.                         | 「虹の彼方に」(『オズの魔法使い』)                     |      |            |
| 10.                        | 「見果てぬ夢」(『ラ・マンチャの男』)                   |      |            |

| デビュー15周年を記念し、リクエストを募り選曲。 |                                    |      |            |
| #                                              | タイトル                           | 作詞 | 作曲・編曲 |
| 1.                                             | 「翼をください」                   |      |            |
| 2.                                             | 「伝わりますか」                   |      |            |
| 3.                                             | 「夢追い人」                       |      |            |
| 4.                                             | 「愛は花、君はその種子〜The Rose」 |      |            |
| 5.                                             | 「心の瞳」                         |      |            |
| 6.                                             | 「My Way」                         |      |            |

| 詩：中原中也 企画・構成・演出・作曲：中井智彦 |                                      |      |            |
| #                                             | タイトル                             | 作詞 | 作曲・編曲 |
| 1.                                            | 「プロローグ」                       |      |            |
| 2.                                            | 「サーカス」                         |      |            |
| 3.                                            | 「盲目の秋」                         |      |            |
| 4.                                            | 「生い立ちの歌」                     |      |            |
| 5.                                            | 「湖上」                             |      |            |
| 6.                                            | 「帰郷」                             |      |            |
| 7.                                            | 「幻影」                             |      |            |
| 8.                                            | 「道化の臨終 （Etude Dadaistique）」 |      |            |
| 9.                                            | 「春と赤ン坊」                       |      |            |
| 10.                                           | 「夏の夜の博覧会はかなしからずや」   |      |            |
| 11.                                           | 「春日狂想」                         |      |            |
| 12.                                           | 「夏」                               |      |            |

| 2020年11月に豊洲シビックセンターホールで開催された1×1＝∞ 神田将・中井智彦 ON STAGE 公演を収録。発売日は中原中也の命日。 詩：中原中也 企画・構成・演出・作曲・歌：中井智彦 エレクトーン：神田将 |                                    |      |            |
| # | タイトル                           | 作詞 | 作曲・編曲 |
| 1. | 「前奏曲」                         |      |            |
| 2. | 「サーカス」                       |      |            |
| 3. | 「ダダ音楽の歌詞」                 |      |            |
| 4. | 「盲目の秋」                       |      |            |
| 5. | 「湖上」                           |      |            |
| 6. | 「お道化うた」                     |      |            |
| 7. | 「帰郷」                           |      |            |
| 8. | 「幻影」                           |      |            |
| 9. | 「間奏曲」                         |      |            |
| 10. | 「春と赤ン坊」                     |      |            |
| 11. | 「夏の夜の博覧会はかなしからずや」 |      |            |
| 12. | 「春日狂想」                       |      |            |
| 13. | 「夏」                             |      |            |

| 鉄道をテーマとしたコンセプトアルバム |                                                   |      |            |
| #                                    | タイトル                                          | 作詞 | 作曲・編曲 |
| 1.                                   | 「Prologue」(インストゥルメンタル / 作曲：長濱司) |      |            |
| 2.                                   | 「TRAIN-TRAIN」(THE BLUE HEARTS)                  |      |            |
| 3.                                   | 「なごり雪」(イルカ)                              |      |            |
| 4.                                   | 「卒業写真」(松任谷由実)                          |      |            |
| 5.                                   | 「遠く遠く」(槇原敬之)                            |      |            |
| 6.                                   | 「駅」(中井智彦) (作詞：中井智彦、作曲：長濱司)   |      |            |

## 書籍

### 雑誌連載
- シアターガイド コーナー「わたしの今月」（2018年8月 - 12月）
- ステージぴあ コラム「ミュージカルのススメ」（2019年3月 - ）